# Vidče
Vidče är en ort i Tjeckien.   Den ligger i regionen Zlín, i den östra delen av landet, 270 km öster om huvudstaden Prag. Vidče ligger 380 meter över havet och antalet invånare är 1 614.
Terrängen runt Vidče är huvudsakligen lite kuperad. Vidče ligger nere i en dal. Runt Vidče är det ganska tätbefolkat, med 58 invånare per kvadratkilometer. Närmaste större samhälle är Vsetín, 13,4 km sydväst om Vidče. I omgivningarna runt Vidče växer i huvudsak blandskog.